# Andrea Bölk
Andrea Bölk (* 10. November 1968 in Rostock; geborene Andrea Stein) ist eine ehemalige deutsche Handballspielerin und Trainerin. Sie wurde 1993 mit der deutschen Nationalmannschaft Weltmeisterin.

## Karriere
Andrea Bölk begann 1975 das Handballspielen bei der TSG Wismar und wechselte mit 14 Jahren zum SC Empor Rostock, mit dem sie 1989 die DDR-Meisterschaft errang. Nach dem Abitur studierte sie an der Deutsche Hochschule für Körperkultur, 1990 wechselte die Rückraumspielerin zum Bundesligisten Buxtehuder SV. Gleichzeitig begann sie eine Lehre als Bankkauffrau.
Bis 2000 bestritt Bölk 200 Bundesligaeinsätze für Buxtehude, in denen sie 872 Treffer erzielte. 1994 gewann sie mit dem BSV den Euro-City-Cup. Nach einer Babypause wurde Bölk in der Saison 2001/02 vom TV Oyten reaktiviert. Hier wurde sie Spielertrainerin und beendete dort 2004 aus familiären und beruflichen Gründen ihre Karriere.
Bölk bestritt 201 Länderspiele für die deutsche Nationalmannschaft, in denen sie 361 Treffer erzielte. 1993 wurde sie Weltmeisterin und 1994 bei der Europameisterschaft Zweite. Außerdem nahm sie an den Olympischen Spielen 1992 und Olympischen Spielen 1996 teil. Mit der DDR-Juniorenauswahl gewann Bölk bei der WM 1987 Bronze.

## Privates
Andrea Bölk, Tochter von Fußballer Klaus-Peter Stein und Handball-Nationalspielerin Inge Stein (geb. Jeske), heiratete den Handballspieler Matthias Bölk, mit dem sie zwei gemeinsame Töchter hat. Ihre Tochter Emily Vogel spielt ebenfalls Handball. Die Familie lebt in Buxtehude.